# 吉姫神社

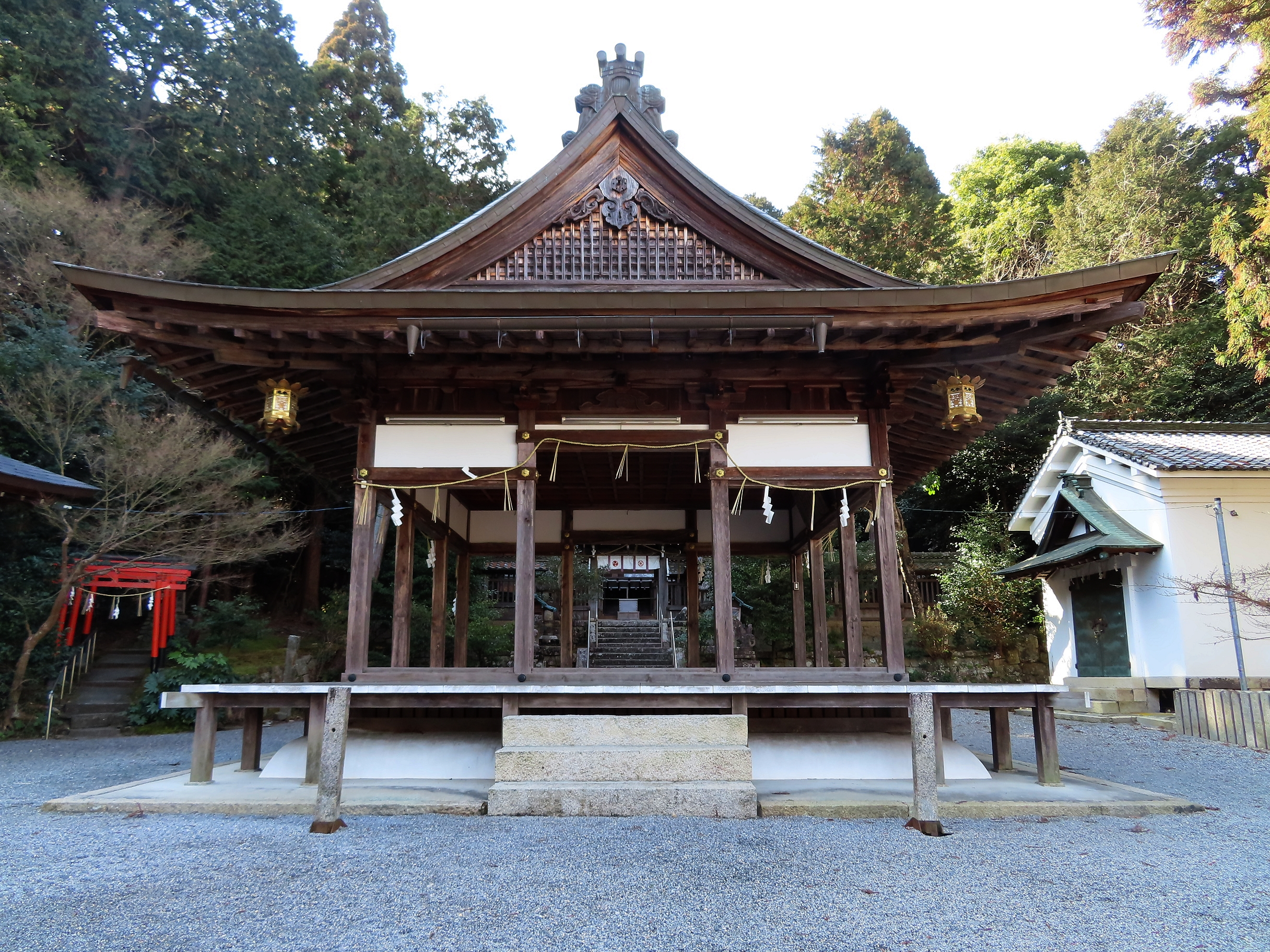
神楽殿

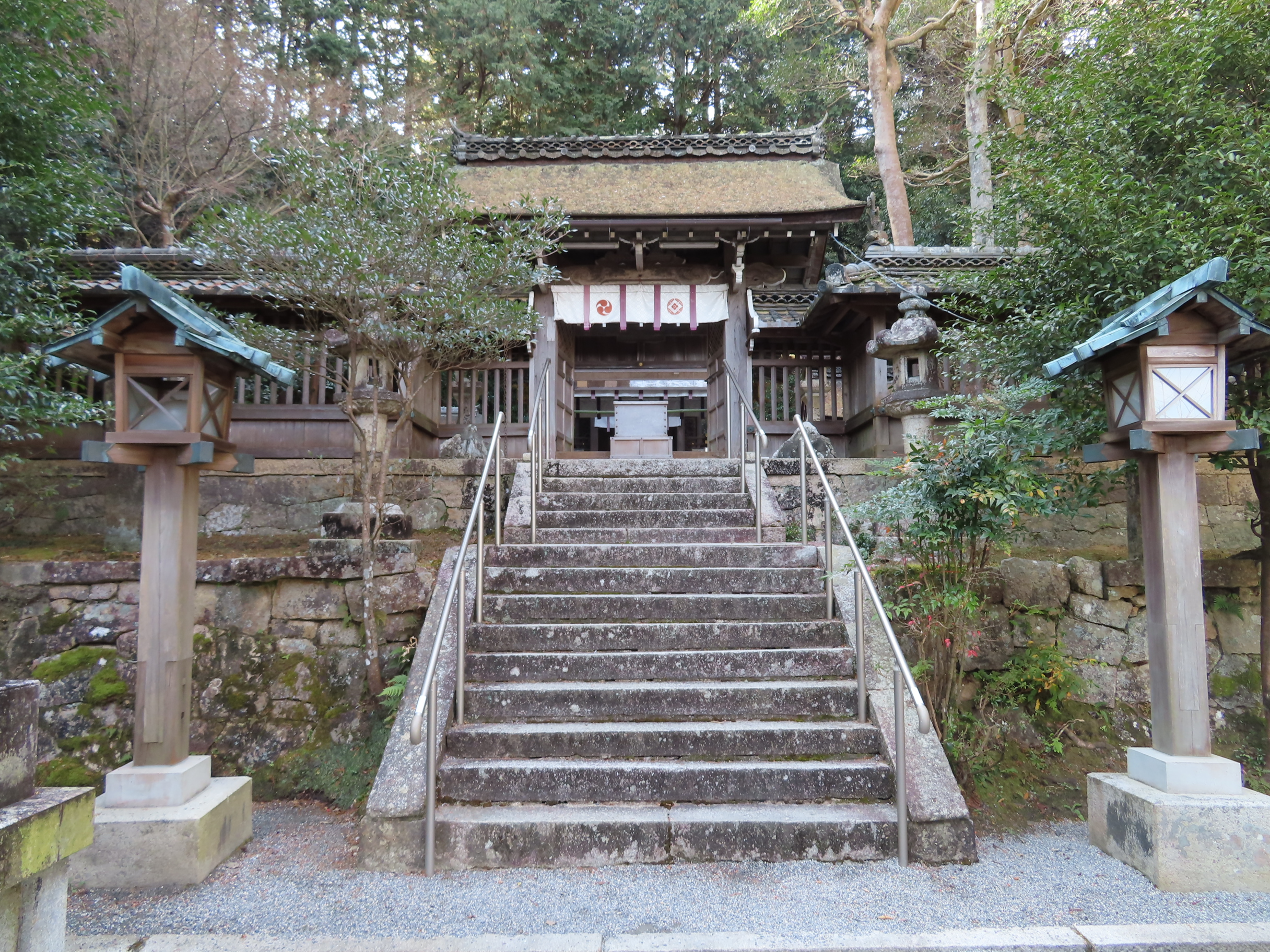
本殿

吉姫神社（よしひめじんじゃ）は、滋賀県湖南市にある神社。式内社で、旧社格は村社。

## 境内
万病に効果があるとされる宮前の湧水がある。また、木造の狛犬は南北朝時代に作られたと言われている。

## 祭事
- 例祭：5月1日

※吉御子神社とは対の関係で、当日は両社から神輿が出る。これを「石部例大祭」と称する。

## 歴史
創建は不詳であるが、吉御子神社と同じく式内社である石部鹿鹽上神社の後裔社とされている。元々は現在の御旅所の位置に鎮座していたが明応年間に兵火を受けて焼失したため、1534年（天文3年）現在地に遷座したとされている。江戸時代には上田大明神社と呼ばれていたが、明治元年には官許を得て現在の社号に改称し、同年9月の明治天皇の東幸の際に神祇判官である植松雅言を使者に参向させられ、幣帛料を下賜された。

## 祭神
主祭神
- 木花開耶姫

配祭神
- 上鹿葺津姫
- 吉比女大神

## 現地情報
所在地
- 滋賀県湖南市石部東8-4-1

## アクセス

### 交通機関
- JR草津線石部駅から湖南市コミュニティバスで石部交番前停留所下車、徒歩7分。
- 同駅から徒歩30分。

### 自動車
- 名神高速道路栗東ICから約20分。駐車場あり。